# 凃麗生
凃麗生（1925年—2000年7月26日），臺灣高雄人，原籍澎湖縣白沙鄉大赤崁，其父親凃祖象在13歲時遷居高雄，在高雄港從事碼頭苦力工作。曾擔任過第四屆臺灣省議員，亦是小說家與教育界人士。

## 著作
- 小說
  - 《大學生之戀》（1957年出版）
  - 《淪落千金》（1958年出版；後來改名為《寂寞的美貌》）
  - 《東港特高事件：生死恨》（1960年出版）
  - 《我與閻羅王》（1961年出版）
  - 《寒艷》（1961年出版）
  - 《蠟燭之光》
  - 《波光曲》
  - 《遠懷》（又稱《寂寞的眸子》）
  - 《愛的學園》……
- 學術著作
  - 《民生主義與觀光事業》（1974年出版）
  - 《民生主義與糧食之研究》（1980年出版）
- 其他
  - 《凃麗生議員為大家做了些什麼事》（1972年出版）